# Vroncourt
Vroncourt település Franciaországban, Meurthe-et-Moselle megyében. Lakosainak száma 266 fő (2022. január 1.). Vroncourt Chaouilley, Étreval, Forcelles-Saint-Gorgon, Ognéville és Vézelise községekkel határos.

## Népesség
A település népessége az elmúlt években az alábbi módon változott:
| Lakosok száma | 134  | 133  | 138  | 192  | 291  | 277  | 268  | 260  | 262  | 266  |
|               | 1968 | 1982 | 1990 | 2006 | 2013 | 2015 | 2017 | 2019 | 2020 | 2022 |